# SignFont
SignFont ist ein Notationssystem, das zum Aufschreiben der amerikanischen Gebärdensprache (ASL) entwickelt wurde. Es wird in begrenztem Umfang für computergestützte Texte verwendet.

## Geschichte
1987 entwickelte der Linguist Don Newkirk am Salk Institute in Kalifornien das SignFont-Schriftsystem für ASL und veröffentlichte das SignFont Handbook. Bei der Konferenz TISLR 1996 gab er einen Workshop dazu.

## Beschreibung
Die verwendeten Symbole sind teilweise ikonisch, es wird jedoch auch begrenzt auf nicht-manuelle und räumliche Positionen Rücksicht genommen, wichtige sprachliche Merkmale, die in einigen anderen Notationssystemen für Gebärdensprachen nicht dargestellt sind. Die Signfont-Notation wird auch dafür gelobt, dass sie einen viel kleineren Symbolbestand als andere Gebärdensprachenschriften hat, was sie leichter erlernbar macht. Dies bedeutet jedoch, dass nicht alle Kontraste in ASL mit der Schrift geschrieben werden können. Darüber hinaus macht es der kleine Symbolsatz schwierig, die Schrift auf andere Gebärdensprachen als ASL auszudehnen. Vielleicht aufgrund dieser Nachteile hat sie unter Gehörlosen nur begrenzte Akzeptanz gefunden.
SignFont unterscheidet sich von anderen Gebärdensprachen auch in der Darstellung der für Gebärdensprachen charakteristischen gleichzeitigen Aktionen. Jedes Notationssystem muss diese auf einen eindimensionalen Symbolstrom reduzieren. Einige Gebärdensprachen verwenden Stapelzeichen, um Gleichzeitigkeit darzustellen, aber SignFont ist streng linear, mit festgelegten Konventionen, welche Merkmale zuerst geschrieben werden müssen. Beispielsweise wird das Symbol für kontinuierliche Berührung vor allen Bewegungssymbolen geschrieben, auf die es sich bezieht, obwohl die Berührung während der gesamten Bewegung stattfindet, also gleichzeitig mit dieser erfolgt.
Groß- und Kleinschreibung wird nicht beachtet, obwohl der erste Buchstabe eines Abschnitts manchmal in einer größeren Schriftgröße geschrieben wird.
Dieses Skript wird derzeit von  ISO 15924 nicht anerkannt, ist aber zu Forschungszwecken in ScriptSource enthalten.

## Entwicklung
SignFont ist ein Versuch, eine schriftliche Form der Gebärdensprache zu schaffen, die leicht zu erlernen, leicht zu lesen und leicht von Hand oder am Computer zu schreiben ist. Das Handbuch soll dabei helfen, SignFont so schnell wie möglich zu lernen. Das Handbuch besteht aus drei Hauptabschnitten. Der erste ist eine Beschreibung des SignFont - Alphabets.
Die in SignFont verwendeten Symbole werden von links nach rechts geschrieben. Jedes Zeichen wird in dieser Reihenfolge geschrieben: Handform, Kontaktbereich, nicht dominante Handform, nicht dominanter Kontaktbereich, Ort, nicht dominanter Ort, Bewegungen. Eine Reihe kürzerer Symbole wird ähnlich wie diakritische Zeichen verwendet und bietet zusätzliche Spezifität für das vorangehende Symbol in voller Größe. In den meisten Fällen stellt jedes Symbol in voller Größe eine einzelne Handform, einen Ort, eine Bewegung oder einen nicht manuellen Marker dar.
Der zweite Abschnitt enthält eine ausführlichere Erläuterung, wie die SignFont-Zeichen zusammengesetzt werden, um Zeichen zu buchstabieren. Zuletzt gibt es ein Wörterbuch mit mehreren hundert Zeichen. Es enthält alle in diesem Handbuch verwendeten Zeichen sowie viele weitere nützliche Zeichen. In diesem Abschnitt gibt es auch hilfreiche Tabellen mit nützlichen Pronomen, Konventionen für das Fingerbuchstabieren und Zahlen.
Über das Buch oder das Schriftsystem ist online nur sehr wenig verfügbar. Der Autor hatte eine Website, auf der seine Arbeit dokumentiert war, die jedoch 2002 gelöscht wurde.

## Symbolinventar

### Handformzeichen und diakritische Zeichen
Die folgenden Zeichen werden zur Notation von Handformen in SignFont verwendet:
- Grundlegende Handform-Symbole mit Diakritika zum Fingeralphabet der American Sign Language[5]
- Handform-Diakritika aus einer Kombination eines Fingeralphabets-Diakritikas und einem zusätzlichen Diakritika direkt dahinter für die Modifikation in der Handform[6]

### Kontaktaufnahme bzw. Berührungspunkte mit Körperregionen
Die Kontaktregionen wurden so entworfen, dass sie geometrisch und nicht funktionell einfach zu bestimmen sind. „Phonotaktische“ Einschränkungen in ASL beseitigen problematische Kombinationen.

### Orte im Gebärdenraum
In der SignFont-Version von 1987 zeigen die phonetischen Symbole, wie die diakritischen Zeichen S (im Abstand des neutralen Gebärdenraums) und P (im Abstand des Pronominalorts der zweiten Person) hinzugefügt werden, um zwei Trennungsgrade von dem Bereich anzugeben, der der Vorderseite des Körpers des Gebärdensprechers am nächsten ist. Die im SignFont Architect Handbook von 1987 veröffentlichte Liste spiegelt die Ansicht wider, dass in ASL, außer wenn ein Zeichen sich auf einen tatsächlichen Körperteil bezieht, feine Unterscheidungen im Gesicht wenig sinnvoll sind.

### Bewegungen
Die Bewegungssymbole entsprechen mehr oder weniger denen in der SignFont-Version von 1987.

### Nicht-manuelle Markierungen
In den meisten Fällen wird der Gültigkeitsbereich nicht angegeben und die Symbole werden vor das Zeichen geschrieben, wann die entsprechende Markierung beginnt.

## Regeln zur Reihenfolge
Die folgenden kombinatorischen Regeln dienen dazu, die Reihenfolge der Symbole in einer SignFont-Schreibweise festzulegen.
1. Die „statischen“ Konfigurationen, die beide Hände zu Beginn des Zeichens einnehmen, haben die Reihenfolge: H d C d [H n ][C n ]L d [L n ] -> H Handform (dominant oder nicht dominant), d Diakritische Zeichen, C Kontaktregion (dominant oder nicht-Dominant), L Lage (dominant oder nicht dominant)
2. Wenn der dominante und der nicht-dominante HC identisch sind, wird nur eine Kopie des Anfangs-HC geschrieben. Ebenso wird nur eine Kopie des Anfangs-LOC geschrieben, wenn der dominante und der nicht-dominante LOC identisch sind.
3. Wenn ein zweihändiges Zeichen eine einhändige Variante hat, ist die Schreibweise des zweihändigen Zeichens identisch mit der des einhändigen Zeichens, mit Ausnahme von (a) der möglichen Hinzufügung einer nicht dominanten LOC, wenn diese sich von der dominanten LOC unterscheidet, und (b) dem entsprechenden Kopiersymbol – simultan identisch (v), phasenverschoben identisch (w) oder simultan retrograd (x).
4. Es gibt üblicherweise kein dominantes LOC-Symbol, wenn das Zeichen im neutralen Raum vor dem Körper des Gebärdenden beginnt oder vollständig dort gemacht wird (9S).
5. Links- und Rechtshänder schreiben genau gleich. Um einen Abschnitt der Gebärdensprache abzugrenzen, in dem der Gebärde vorübergehend die Hände gewechselt hat, beginnen Sie den Abschnitt mit einem modifizierten Körperwechselsymbol: ]Q Wechsel zur nicht-dominanten Hand aktiv, [Q Wechsel zurück zur dominanten Hand aktiv
6. Wenn sich die Hände berühren oder einander nähern, schreiben Sie beide CRs, auch wenn die CRs gleich sind, wie in WITH a!!Lv.
7. Die „I vor E“-Regeln: Die Reihenfolge der Bewegungssymbole.
a. Die Symbole für Dauerkontakt (M) und kontinuierlicher virtueller Kontakt (O) kommen vor allen anderen Bewegungssymbolen mit denen sie verbunden sind, wie in BITTE b!9MH.
b. Lokale Bewegungen werden vor den Pfadbewegungen geschrieben, und gleichzeitig mit den Bahnbewegungen ausgeführt, wie in FOR d(/LIG, sofern sie nicht durch ein Haltezeichen ( N ) getrennt sind.
c. Wenn sich der HC oder LOC in einem Zeichen ändert, wird der neue HC oder LOC kommt vor einer letzten Berührung oder einem letzten Halten, wie in JOT-DOWN oS!b!LbL oder GENTLEMAN p%0LE9L.
d. Wenn sich sowohl der HC als auch der LOC ändern, wird der neue HC steht vor der neuen LOC, wie in LEARN p(b!LDoS0L.
8. Diakritische Zeichen für Bewegungen stehen nach dem Teil der Bewegung, den sie modifizieren.
a) Die ganze Bewegung oder nur ein Teil davon kann wiederholt werden, wie in FEEL qP!9LDy oder SNAKE u(6LHyG .
b) Die gesamte oder nur ein Teil der Bewegung kann in entgegengesetzter Richtung erfolgen Anweisungen, wie in STATT fQ!!FEGx oder DIE b%JxAv.
9. Auf die Symbole BA und AB folgen niemals Kopiesymbole, wie in MEET d!!BAL und DIFFERENT d#"SLAB.

Auch komplexe Bewegungen können dargestellt werden.

## Verwendung
Diese Gebärdenschrift wurde bis 2002 hauptsächlich vom Autor selber verwendet. Es gab eine Computerschrift für Windows und Macintosh.
Heute gibt es keine aktuelle Beschreibung mehr dazu und die Symbole werden nur noch vereinzelt in anderen Gebärdenschriften genutzt.